# Eufrásio de Antioquia
Eufrásio de Antioquia foi o patriarca grego ortodoxo de Antioquia entre 521 e 527 (ou 528). Ele foi eleito após Paulo, o Judeu ter abdicado e foi considerável mais moderado que o antecessor em sua perseguição aos ortodoxos orientais de sua diocese durante a controvérsia monofisista. 
Segundo Evágrio Escolástico, Eufrásio era de Jerusalém e morreu durante um grande terremoto que sacudiu a cidade de Antioquia na época.